# 唱歌 (演奏法)
唱歌（しょうが）は、一定の規則に従って、楽器が演奏する旋律を、奏法の情報を含めて、声に出して歌うための体系を言う。唱歌の歴史は雅楽で始まり、能楽、長唄でも用いられるようになり、近世音楽にも広まった。

## 概要
楽器が演奏する旋律を伝えるためには、口頭性（いま、ここで）により伝える方法と、書記性（文字や図形、楽譜など）により伝える方法とがある。唱歌はこれらの中間的な体系である。たとえば、旋律を「ラーララ」というように意味のない発音で伝える方法がある。これは口頭性の例である。また、文字や図形、楽譜等で伝える方法がある。これは書記性の例である。
唱歌は、歌えば口頭伝承（口頭性。狭義には第一次口頭性）、文字に書けば書記伝承（書記性）となる。このことから、唱歌は口頭伝承と書記伝承の中間形態ということができる。
義太夫節の三味線では、3の糸の開放弦の音を「テン」という。同じ音高の音を2の糸で演奏することもできるが、これは「ツン」という別の言葉で表す。
唱歌ではこのように、ただ「ラーララ」と意味のない音で歌うのではなく、音名や階名で歌うのでもない。例えば義太夫節の「つなぎ」の旋律は、唱歌では「ツ　テ　ト　ドン　テツ　テ　ト　ツン」というように歌う。それぞれの言葉（「ツ」、「テ」、「ト」など）には、体系として音名と奏法についての情報とが含まれている。唱歌で楽器が演奏する旋律を伝えられるのは、このような決めごとがあるからである。
長唄等の三味線の唱歌は、特に口三味線（くちじゃみせん）という。
琉球（沖縄）の三線の唱歌の場合は口三線（くちさんしん）又は（くちざんしん）とも呼ばれる。

## 役割
唱歌を使えば、楽器がなくても演奏の練習をすることができる。また、誰かから伝承を受けるときに楽器がなくても行うことができる。
奏法の情報を含めた唱歌で曲を習い、また練習しておくことにより、演奏に先立ち事前の準備ができ、記憶を強化することができる。覚えにくい場合は唱歌を文字で書いておくと、後で見ることができ、記憶の助けになる。

## 世界
唱歌と類似した歌い方の体系はさまざまな国に見られる。特に東南アジアでよく使われている。
韓国の琴である伽耶琴（カヤグム）には口音（クーウム）という唱歌と同様の体系がある。伽耶琴の口音には、宮廷音楽用のものと、民間音楽用のものとがある。宮廷音楽には楽譜もあったため、高音部の別の弦でも同じ口音を用いても差し支えないが、民間音楽用では 12 の弦それぞれに別々の口音が存在する。
伽耶琴と一緒に演奏される楽器に杖鼓（チャング）という打楽器があり、これにも口音が存在する。
ナンギヤルクトゥという舞踊に使われるミラーブというインド・ケーララ州の太鼓にも、口太鼓（くちだいこ）という唱歌がある。もともとは、寺院の特殊な家系の人々にのみ伝えられてきた唱歌で、最近（2007年現在）、一般の人々も知ることができるようになってきた。ミラーブの口太鼓の一例を示す。
```
tandem tandem tandem
tandem tandem tream
ti ki kryaki ti ki
ti ki kryaki ti gi ti gi ti kryaki di
te kryaki ta k idem da ki
di gi tream
```

これにどのように打つかの情報がすべて含まれていて、口太鼓を理解している人はこれを見ただけで指定された奏法でミラーブを叩くことができる。
山本宏子（岡山大学）は、アジアには様々な口太鼓があり、それぞれの地域の音楽に適した体系となっていると述べている。
ミャンマーではこのような口太鼓を「パザスワイン」、直訳すると「太鼓ことば」と呼んでいる。

## 参考
- 徳丸吉彦『音楽理論の基礎('07)』第13回「唱歌の世界」、2007年、放送大学学園東京テレビジョン放送局・放送大学学園東京デジタルテレビジョン放送局、放送日2010年2月27日など。
- 徳丸吉彦「10. 伝承」『民族音楽学理論』, 放送大学教育振興会, 91-100.